# Piazza delle Cinque Lune
Piazza delle Cinque Lune è un film del 2003 scritto e diretto da Renzo Martinelli. È ispirato al rapimento e omicidio dello statista italiano Aldo Moro da parte del gruppo terroristico delle Brigate Rosse, di cui il film propone una possibile ricostruzione all'interno di una vicenda di fantasia.

## Trama
(Aldo Moro - incipit del film)
Al giudice Rosario Saracini, procuratore capo di Siena che sta per andare in pensione, viene recapitata una vecchia pellicola in formato Super 8, girata diversi anni prima. Sono le immagini del rapimento di Aldo Moro avvenuto in via Fani, a Roma, nel 1978. Il giudice rivela il suo segreto alla collega Fernanda e alla sua guardia del corpo Branco. I tre, appassionatamente, ricostruiscono le fasi del rapimento. Branco nota nel filmato della strage un signore che indossa un impermeabile. A Milano il giudice fa ingrandire le immagini e così si riesce a vederne il viso. Nell'immagine si riconosce Camillo Guglielmi, un colonnello del SISMI, che apparteneva alla struttura clandestina militare Gladio.
Vengono svolte nuove indagini da Fernanda sul covo delle Brigate Rosse di via Gradoli. Emergono altre anomalie: i tre comitati costituiti da Cossiga, con i membri tutti affiliati alla P2 e il collegamento con i servizi segreti americani. Durante le indagini i figli di Fernanda scompaiono, ma Branco li riporta a casa. Altri strani eventi accadono. Sempre Fernanda perde il marito in un incidente in cui sono coinvolti anche i figli. Il giudice, dopo il funerale, è in auto con Branco e un velivolo sparge sull'automobile un gas tossico. I due scampano all'attentato.
Il giudice, dopo una telefonata del procuratore capo della Repubblica, va a Roma per un appuntamento in Piazza delle Cinque Lune.
Sale le scale e arriva davanti a una porta dove c'è scritto: Immobiliare Domino. Nella stanza Rosario trova Branco con altre persone. Capisce come la guardia del corpo sia un traditore, il cui compito era quello di spiare le indagini e impossessarsi di tutti i documenti del "Memoriale Moro".
Il film si conclude con una ripresa, che partendo da Piazza delle Cinque Lune allarga dall'alto fino a inquadrare tutta Roma. Il dedalo di strade e vicoli della capitale viene evidenziato in bianco, come a formare una grande ragnatela. Al centro: l'edificio di partenza. Compare sovrimpresso un famoso aforisma di Solone: "La giustizia è come una tela di ragno: trattiene gli insetti piccoli, mentre i grandi trafiggono la tela e restano liberi".
I titoli di coda sono accompagnati dall'immagine di Luca Moro. Il nipote di Aldo Moro suona alla chitarra la canzone: Maledetti Voi (Signori del Potere). Sullo sfondo corrono le immagini del nonno Aldo mentre giocava con Luca, all'epoca ancora bambino.

## Coincidenze con vicende reali
La confessione del misterioso ex BR malato terminale avrebbe, per certi versi, anticipato alcune vicende avvenute alcuni anni dopo l'uscita del film.
Nel 2009 il ritrovamento di una lettera, portata alla luce da un ex ispettore di polizia; in essa riferimenti ai misteriosi uomini a bordo di una moto Honda legati ai servizi segreti. Il mittente affermava di essere stato un ex agente segreto, coinvolto nel caso Moro, al servizio del colonnello Guglielmi, uomo del SISMI. La presenza dello stesso Guglielmi, dichiarata come "casuale", fu realmente accertata nelle vicinanze dell'agguato di via Fani già nel 1991. Il regista Renzo Martinelli affermò che difficilmente l'uomo poteva essere stato suggestionato dal suo film e come, a suo avviso, si trattasse di una pista realmente possibile.
Nei titoli di testa viene indicata la collaborazione come consulente storico di Sergio Flamigni, che fece parte della Commissione d'inchiesta parlamentare sul caso Moro , che ha fornito verosimilmente la sua interpretazione per la ricostruzione dei fatti presente nel film.